# Prenestino-Centocelle
Prenestino-Centocelle är Roms nittonde quartiere och har beteckningen Q. XIX. Namnet Prenestino-Centocelle kommer av Via Prenestina och Centocelle. Quartiere Prenestino-Centocelle bildades år 1961.

## Kyrkobyggnader
- Cappella delle Suore Benedettine della Carità
- Cappella delle Suore Francescane Missionarie Sacro Cuore (Santa Maria Immacolata a Centocelle)
- San Bernardo da Chiaravalle
- San Felice da Cantalice a Centocelle
- Gesù Adolescente a Via Prenestina
- Sant'Ireneo
- Sacra Famiglia di Nazareth

## Övrigt
- Aqua Alexandrina
- Monument över Rolando Lanari (1960–1987), Piazzale delle Gardenie 18

## Bilder
| - San Bernardo da Chiaravalle. - Sant'Ireneo. - Santa Maria Immacolata a Centocelle. |